# Тинкалконіт
Тинкалконіт (рос. тинкалконит; англ. tincalconite; нім. Tincalconit m, Tinkalconit m) — мінерал, водний борат натрію. Від санскр. і араб. «tinkal» — бура і грецьк. «коніа» — порох, порошок (Ch.U.Shepard, 1878). Синоніми: мохавіт, могавіт.

## Опис
Хімічна формула:

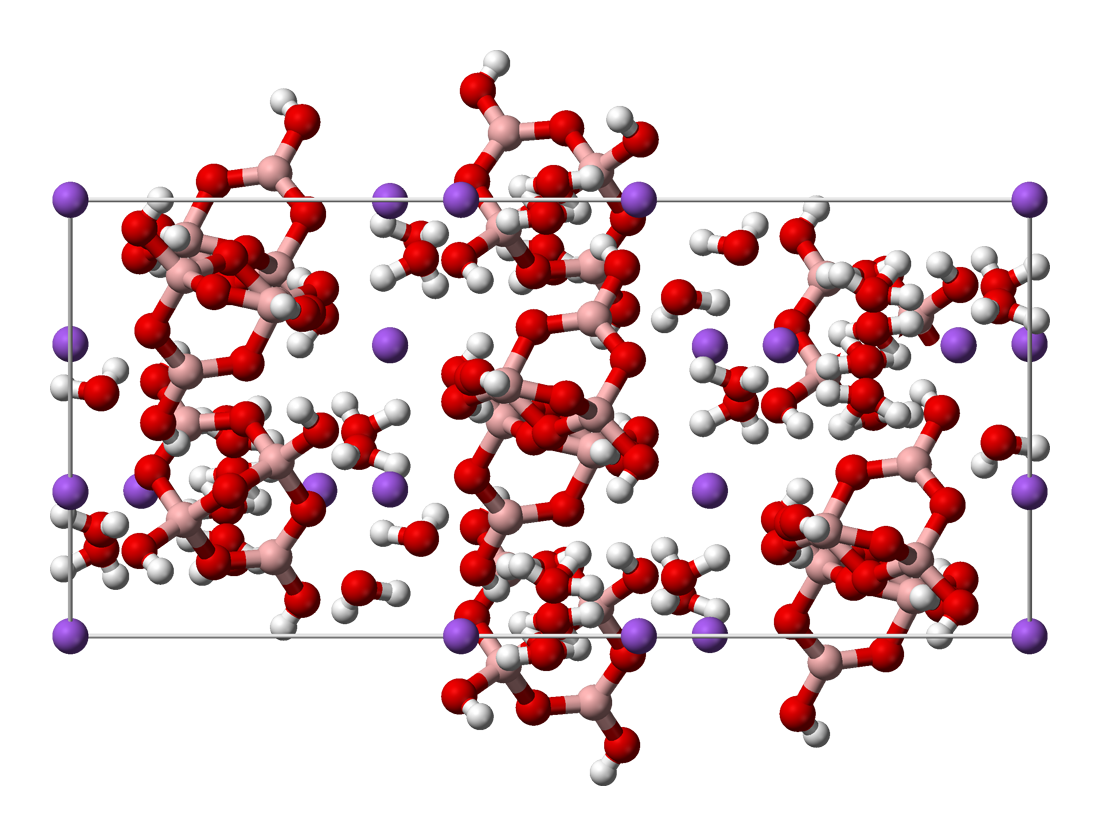
Структура мінералу

- 1. За Є. Лазаренком: Na2[B4O7]•3H2O.
- 2. За К.Фреєм: Na2B4O5(ОН)4•3H2O.

Містить (%): Na2O — 16,2; B2O5 — 36,6; H2O — 47,2.
Сингонія тригональна. Ромбоедричний або трапецоедричний вид. Природний Т. представлений тьмяним білим тонкозернистим порошком, непридатним для визначення фізичних властивостей. Штучні кристали псевдокубічні, безбарвні, прозорі. Густина 1,88. Блиск скляний. Злом занозистий, іноді трохи раковистий. На повітрі швидко зневоднюється. Продукт вивітрювання керніту. Супутні мінерали: керніт, бура.

## Розповсюдження
Знайдений у районі Крамер і озера Сьорлс (штат Каліфорнія, США).